# Coppa Korać 1974-1975
La Coppa Korać 1974-1975 di pallacanestro maschile venne vinta, per il terzo anno consecutivo, dalla Forst Cantù.

## Risultati

### Primo turno
| Squadra 1          | Totale    | Squadra 2                   | Andata  | Ritorno |
| ------------------ | --------- | --------------------------- | ------- | ------- |
| 1.FC Bamberg       | 160 - 122 | Standard Diekirch           | 82-56   | 78-66   |
| USC Monaco         | 139 - 193 | Brina Rieti                 | 86-101  | 53-92   |
| Panellīnios        | 135 - 147 | Sunair Ostenda              | 70-68   | 65-79   |
| Union Neuchâtel    | 146 - 246 | Barcellona                  | 69-105  | 77-141  |
| YMCA España        | 219 - 114 | Paisley                     | 123-53  | 96-61   |
| ΧΑΝΘ Salonicco     | 153 - 160 | MTV Wolfenbüttel            | 73-69   | 80-91   |
| Etzella Ettelbruck | 146 - 239 | Nationale-Nederlanden Donar | 78-110  | 68-129  |
| Éveil Monceau      | 156 - 184 | Levski-Spartak Sofia        | 99-108  | 57-76   |
| Hapoel Gvat/Yagur  | 148 - 132 | Galatasaray                 | 84-64   | 64-68   |
| Denain Voltaire    | 166 - 143 | UER Pineda de Mar           | 83-58   | 83-85   |
| Levi's Flamingo's  | 192 - 198 | Monaco                      | 105-107 | 87-91   |
| Vevey              | 165 - 193 | Partizan Belgrado           | 85-91   | 80-102  |
| Lions Zandvoort    | 163 - 201 | Bosna Sarajevo              | 81-79   | 82-122  |

### Ottavi di finale
| Squadra 1                   | Totale    | Squadra 2               | Andata | Ritorno |
| --------------------------- | --------- | ----------------------- | ------ | ------- |
| 1.FC Bamberg                | 141 - 198 | ASPO Tours              | 72-77  | 69-121  |
| Standard Liegi              | 134 - 148 | Brina Rieti             | 69-67  | 65-81   |
| Sunair Ostenda              | 159 - 158 | Chorale Mulsant         | 81-79  | 78-79   |
| Barcellona                  | 171 - 101 | Porto                   | 88-36  | 83-65   |
| Olympique Antibes           | 180-163   | YMCA España             | 106-82 | 74-81   |
| MTV Wolfenbüttel            | 164 - 181 | JA Vichy                | 102-86 | 62-95   |
| Nationale-Nederlanden Donar | 154 - 169 | ASVEL Lyon-Villeurbanne | 90-82  | 64-87   |
| Levski-Spartak Sofia        | 124 - 120 | Aris Salonicco          | 60-37  | 64-83   |
| Hapoel Gvat/Yagur           | 130 - 151 | IBP Stella Azzurra      | 59-72  | 71-79   |
| Denain Voltaire             | 170 - 174 | Innocenti Milano        | 96-76  | 74-98   |
| Monaco                      | 194 - 186 | Hapoel Ramat Gan        | 84-74  | 110-112 |
| Partizan Belgrado           | 187 - 169 | Caen                    | 100-79 | 87-90   |
| PAOK Salonicco              | 150-157   | Bosna Sarajevo          | 77-74  | 73-83   |

Forst Cantù, Dinamo Mosca e Stroitel Kiev ammesse direttamente al turno successivo.

### Quarti di finale

#### Gruppo A
|    | Squadra       | G | V | P | PF | PS | Dif | P.ti |
| -- | ------------- | - | - | - | -- | -- | --- | ---- |
| 1. | Forst Cantù   |   |   |   |    |    |     |      |
| 2. | JA Vichy      |   |   |   |    |    |     |      |
| 2. | Dinamo Mosca  |   |   |   |    |    |     |      |
| 2. | Stroitel Kiev |   |   |   |    |    |     |      |

#### Gruppo B
|    | Squadra           | G | V | P | PF  | PS  | Dif  | P.ti |
| -- | ----------------- | - | - | - | --- | --- | ---- | ---- |
| 1. | Partizan Belgrado | 3 | 2 | 1 | 568 | 509 | +61  | 5    |
| 2. | Innocenti Milano  | 3 | 2 | 1 | 522 | 477 | +45  | 5    |
| 3. | ASPO Tours        | 3 | 2 | 1 | 528 | 494 | +34  | 5    |
| 4. | Sunair Ostenda    | 3 | 1 | 2 | 440 | 578 | -138 | 3    |

#### Gruppo C
|    | Squadra                 | G | V | P | PF  | PS  | Dif | P.ti |
| -- | ----------------------- | - | - | - | --- | --- | --- | ---- |
| 1. | Brina Rieti             | 3 | 3 | 0 | 480 | 443 | +37 | 6    |
| 2. | ASVEL Lyon-Villeurbanne | 3 | 2 | 1 | 535 | 483 | +52 | 5    |
| 3. | Levski-Spartak Sofia    | 3 | 1 | 2 | 480 | 506 | -26 | 4    |
| 3. | Monaco                  | 3 | 0 | 3 | 476 | 539 | -63 | 3    |

#### Gruppo D
|    | Squadra            | G | V | P | PF  | PS  | Dif | P.ti |
| -- | ------------------ | - | - | - | --- | --- | --- | ---- |
| 1. | Barcellona         | 3 | 3 | 0 | 527 | 473 | +54 | 6    |
| 2. | Bosna Sarajevo     | 3 | 2 | 1 | 491 | 494 | -3  | 5    |
| 3. | IBP Stella Azzurra | 3 | 1 | 2 | 482 | 490 | -8  | 4    |
| 4. | Olympique Antibes  | 3 | 0 | 3 | 510 | 553 | -43 | 3    |

|  | Qualificate alle semifinali |
|  | Eliminata                   |

### Semifinali
| Squadra 1         | Totale    | Squadra 2   | Andata | Ritorno |
| ----------------- | --------- | ----------- | ------ | ------- |
| Partizan Belgrado | 168 - 172 | Forst Cantù | 101-88 | 67-84   |
| Brina Rieti       | 126 - 135 | Barcellona  | 63-48  | 63-87   |

### Finale
| Squadra 1  | Totale    | Squadra 2   | Andata | Ritorno |
| ---------- | --------- | ----------- | ------ | ------- |
| Barcellona | 154 - 181 | Forst Cantù | 69-71  | 85-110  |

| Coppa Korać 1974-1975 |
| --------------------- |
| Forst Cantù 3º titolo |

## Formazione vincitrice
| N° | Naz.                   | Ruolo | Sportivo             |  | Alt. |  |
| -- | ---------------------- | ----- | -------------------- |  | ---- |  |
| 4  | Italia (bandiera)      | AG    | Silvano Cancian      |  |      |  |
| 5  | Italia (bandiera)      | P     | Roberto Natalini     |  |      |  |
| 6  | Italia (bandiera)      | G     | Carlo Recalcati      |  |      |  |
| 7  | Italia (bandiera)      | A     | Franco Meneghel      |  |      |  |
| 8  | Italia (bandiera)      | A     | Fabrizio Della Fiori |  |      |  |
| 9  | Italia (bandiera)      | A     | Antonio Farina       |  |      |  |
| 10 | Italia (bandiera)      | P     | Giorgio Cattini      |  |      |  |
| 11 | Italia (bandiera)      | A     | Bruno Carapacchi     |  |      |  |
| 13 | Stati Uniti (bandiera) | C     | Bob Lienhard         |  |      |  |
| 14 | Italia (bandiera)      | P     | Pierluigi Marzorati  |  |      |  |
| 15 | Italia (bandiera)      | C     | Mario Beretta        |  |      |  |
| 16 | Italia (bandiera)      | C     | Renzo Tombolato      |  |      |  |
|    | Italia (bandiera)      | All.  | Arnaldo Taurisano    |  |      |  |